# Costanzo Ciano
Costanzo Ciano, primer Conde de Cortellazzo y Buccari (30 de agosto de 1876 – 26 de junio de 1939) fue un comandante naval y político italiano. Era el padre de Galeazzo Ciano.
Nacido en Livorno, hijo de Raimondo Ciano y su esposa Argia Puppo, entró en la Academia Naval de Livorno en 1891, alcanzando el grado de oficial cinco años después. En 1901 se convirtió en Tenente di vascello y tomó parte en la Guerra Ítalo-Turca (1911-1912). 
En 1915, a la entrada de Italia en la Primera Guerra Mundial, era Capitano di corvetta (capitán de corbeta) y fue destinado a Cirenaica. Tras su regreso a Italia, operó dirigiendo las rápidas unidades MAS, llegando a recibir una Medalla de Oro al Valor Militar por su famosa acción en el Puerto de Bakar, en Istria, que el poeta Gabriele D'Annunzio celebraría más tarde (él también había participado). 
Ciano fue nombrado Comandante Sénior al final de la guerra y ennoblecido por el rey Víctor Manuel III, que le concedió el título de Conte di Cortellazzo e Buccari.
El ardiente nacionalismo de Costanzo derivó en fascismo. Se convirtió en líder del fascio de Livorno y participó en la Marcha sobre Roma en octubre de 1922.
El 31 de octubre de 1919 asumió el puesto de subsecretario de Estado para la Regia Marina, y Comisionado de la Marina Mercante. El 9 de noviembre de 1923 fue nombrado contraalmirante en la Reserva Naval. 
Fue Presidente de la Cámara de los Diputados desde 1934 hasta poco antes de su muerte, acaecida en Ponte a Moriano (Lucca) en 1939.